# Roberto Lippi
 Roberto Lippi  va ser un pilot de curses automobilístiques italià que va arribar a disputar curses de Fórmula 1.
Roberto Lippi va néixer el 17 d'octubre del 1926 a Roma, Itàlia.

## A la F1
Va debutar a la sisena cursa de la temporada 1961 (la dotzena temporada de la història) del campionat del món de la Fórmula 1, disputant el 10 de setembre del 1961 el GP d'Itàlia al circuit de Monza.
Roberto Lippi va participar en un total de tres proves puntuables pel campionat de la F1, disputades en tres temporades diferents consecutives (1961 - 1963), no aconseguint finalitzar cap cursa i no assolí cap punt pel campionat del món de pilots.

## Resultats a la Fórmula 1
| Any  | Equip               | Xassís    | Motor    | 1   | 2   | 3   | 4   | 5   | 6   | 7       | 8   | 9   | 10  | Posició | Punts |
| ---- | ------------------- | --------- | -------- | --- | --- | --- | --- | --- | --- | ------- | --- | --- | --- | ------- | ----- |
| 1961 | Scuderia Settecolli | De Tomaso | O.S.C.A. | MON | HOL | BEL | FRA | GBR | ALE | ITA Ret | USA |     |     | -       | 0     |
| 1962 | Scuderia Settecolli | De Tomaso | O.S.C.A. | HOL | MON | BEL | FRA | GBR | ALE | ITA NVQ | USA | SUD |     | -       | 0     |
| 1963 | Scuderia Settecolli | De Tomaso | Ferrari  | MON | BEL | HOL | FRA | GBR | ALE | ITA NVQ | USA | MEX | SUD | -       | 0     |

### Resum
| Curses: | Victòries: | Pòdiums: | Poles: | Voltes ràpides: | Punts: |
| ------- | ---------- | -------- | ------ | --------------- | ------ |
| 3       | 0          | 0        | 0      | 0               | 0      |